# Niclas Olausson
Niclas Olausson, född 23 december 1987, är en svensk före detta fotbollsspelare.

## Klubbkarriär
Olausson är uppvuxen i Orsa i Dalarna. Hans moderklubb är Orsa IF. Olausson flyttade senare för fotbollsgymnasium i Sundsvall och började då spela i GIF Sundsvalls juniorlag. 
Säsongerna 2005 och 2006 spelade Olausson för IK Brage. I december 2006 värvades Olausson av Superettan-klubben Östers IF. Han var skadedrabbad under större delen av sina tre år i klubben.
Inför säsongen 2011 gick Olausson till Akropolis IF.

## Landslagskarriär
Olausson spelade fyra landskamper för Sveriges U17-landslag under 2004.